# Monster Hunter Stories 2: Wings of Ruin
Monster Hunter Stories 2: Wings of Ruin (モンスターハンターストーリーズ2：破滅の翼, Monsutāhantāsutōrī 2: Hametsu no tsubasa) est un jeu vidéo développé par Marvelous et édité par Capcom, sorti le 9 juillet 2021 sur Nintendo Switch et PC. Il fait suite à Monster Hunter Stories sorti en 2016 sur Nintendo 3DS.

## Développement
Monster Hunter Stories 2: Wings of Ruin est annoncé en septembre 2020. Il est sorti le 9 juillet 2021 sur Nintendo Switch et PC.